# Athous mokrzeckii
Athous mokrzeckii là một loài bọ cánh cứng trong họ Elateridae. Loài này được Lomnicki miêu tả khoa học năm 1923.